# Noterus crassicornis
Noterus crassicornis là một loài bọ cánh cứng bản địa của miền Cổ bắc (châu Âu) và Near East.

## Hình ảnh

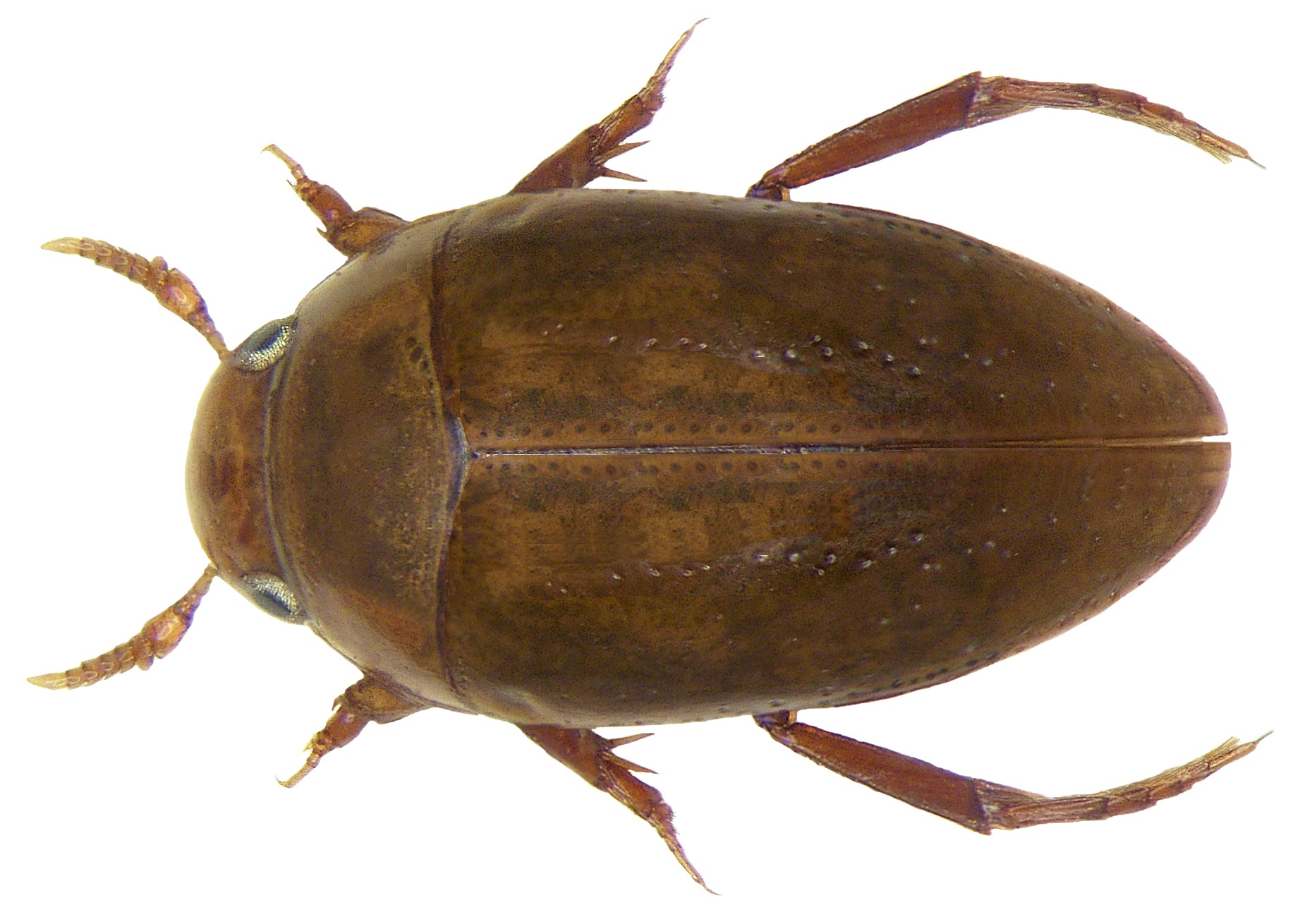
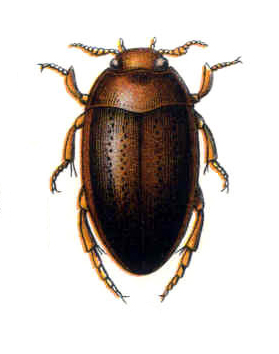
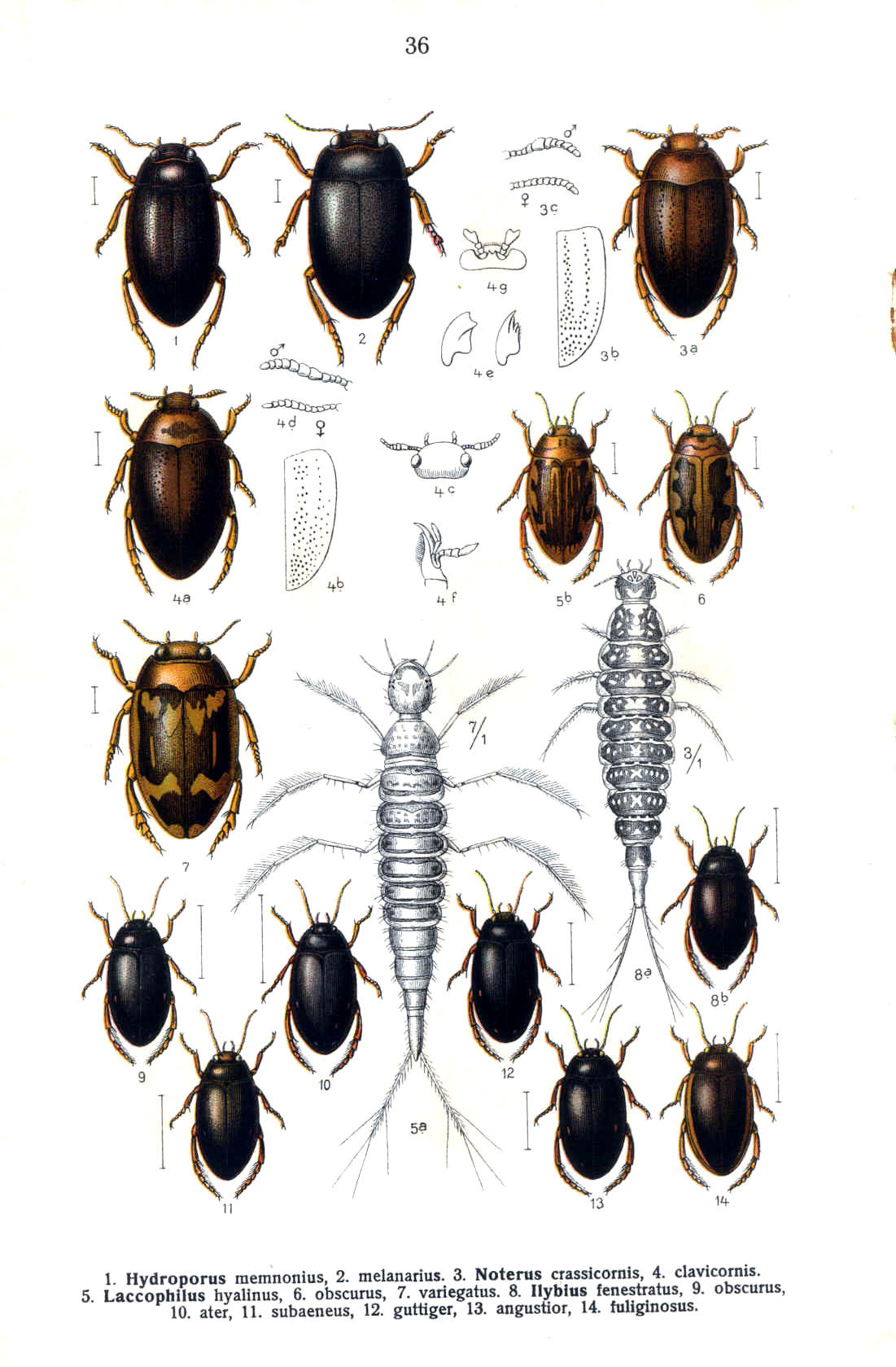